# Fredrik Strømstad
Fredrik Strømstad (ur. 20 stycznia 1982 w Kristiansand) – piłkarz norweski grający na pozycji ofensywnego pomocnika.

## Kariera klubowa
Strømstad urodził się w mieście Kristiansand, leżącym na południu Norwegii. Karierę piłkarską rozpoczął w tamtejszym klubie IK Start. W 2001 roku zadebiutował w jego barwach w drugiej lidze norweskiej i od czasu debiutu był podstawowym zawodnikiem tego zespołu. Na koniec roku awansował ze Startem do pierwszej ligi, jednak jeszcze w trakcie sezonu został wypożyczony do drugoligowego Bærum SK. Po powrocie ponownie grał w drugiej lidze - Start został do niej zdegradowany w 2002 roku. Ponowny awans do norweskiej ekstraklasy Strømstad zaliczył w 2004 roku, a w 2005 roku Start jako beniaminek został wicemistrzem Norwegii, a w 2006 roku dotarł do półfinału Pucharu Norwegii. Z kolei w 2007 roku zespół ponownie spadł do Adeccoligaen i przez pół sezonu Fredrik występował na zapleczu pierwszej ligi.
Latem 2008 roku Strømstad zmienił barwy klubowe i odszedł ze Startu, dla którego rozegrał 173 spotkania i strzelił 19 goli. Za 600 tysięcy euro przeszedł do francuskiego Le Mans FC, w którym stał się drugim Norwegiem obok Thorsteina Helstada. W Ligue 1 zadebiutował 9 sierpnia w przegranym 0:1 meczu z FC Lorient i od czasu debiutu jest członkiem wyjściowej jedenastki Le Mans.
| Sezon   | Klub            | Kraj     | Rozgrywki    | Mecze | Bramki | Rozgrywki Europy | Mecze | Bramki |
| ------- | --------------- | -------- | ------------ | ----- | ------ | ---------------- | ----- | ------ |
| 2001    | IK Start        | Norwegia | Adeccoligaen | 25    | 3      | -                | -     | -      |
| 2002    | IK Start        | Norwegia | Tippeligaen  | 14    | 2      | -                | -     | -      |
| 2002    | Bærum SK (wyp.) | Norwegia | Adeccoligaen | 8     | 3      | -                | -     | -      |
| 2003    | IK Start        | Norwegia | Adeccoligaen | 27    | 1      | -                | -     | -      |
| 2004    | IK Start        | Norwegia | Adeccoligaen | 28    | 4      | -                | -     | -      |
| 2005    | IK Start        | Norwegia | Tippeligaen  | 24    | 4      | -                | -     | -      |
| 2006    | IK Start        | Norwegia | Tippeligaen  | 26    | 1      | Liga Europy UEFA | 2     | 0      |
| 2007    | IK Start        | Norwegia | Tippeligaen  | 21    | 1      | -                | -     | -      |
| 2008    | IK Start        | Norwegia | Adeccoligaen | 12    | 1      | -                | -     | -      |
| 2008/09 | Le Mans FC      | Francja  | Ligue 1      | 23    | 0      | -                | -     | -      |
| 2009/10 | Le Mans FC      | Francja  | Ligue 1      | 3     | 0      | -                | -     | -      |
| 2010/11 | Le Mans FC      | Francja  | Ligue 2      | 1     | 0      | -                | -     | -      |
| 2010    | IK Start (wyp.) | Norwegia | Tippeligaen  | 6     | 0      | -                | -     | -      |
| 2011    | IK Start (wyp.) | Norwegia | Tippeligaen  | 14    | 0      | -                | -     | -      |
| 2011/12 | Le Mans FC      | Francja  | Ligue 2      | 13    | 0      | -                | -     | -      |

Stan na: 19 sierpnia 2012 r.

## Kariera reprezentacyjna
W reprezentacji Norwegii Strømstad zadebiutował 12 października 2005 roku w wygranym 1:0 spotkaniu eliminacji do Mistrzostw Świata w Niemczech z Białorusią. Pierwszego gola w kadrze narodowej zdobył w swoim siódmym występie, 2 września 2006 w meczu kwalifikacji do Euro 2008 z Węgrami (4:1). W eliminacjach tych strzelił także gola Mołdawii (2:0)